# 棟広良隆
棟広 良隆（むねひろ よしたか、1975年 - ）は、日本の競馬評論家・塾講師。

## 来歴
西宮市立安井小学校、履正社学園豊中中学校、甲陽学院高等学校、京都大学工学部工業化学科。高等学校教員免許（理科）所有。
高校1年生の時より競馬に関心を持ち始め、京都大学在学中に「新馬場適性理論」を創始する。京都大学競馬研究会の会長を務め、卒業後は名誉会長。
父親の棟広隆夫と共に学習塾「棟広塾」を経営し英語を教えるかたわら、多くの雑誌や競馬新聞に連載を持つ。
2020/10/05より棟広良隆の競馬チャンネル（YouTube）にて雀士のゆうせーと中央競馬全レース回顧の配信を始める。

## 出演番組
- 日曜レース展望KEIBAコンシェルジュ（グリーンチャンネル）
- 中央競馬実況・第2放送（ラジオ日経）「大穴一発!一攫千金を狙え」コーナーパーソナリティー
- 棟広良隆の中央競馬”全レース”回顧！(棟広良隆の競馬チャンネル)

## 著書
- 『激走レンジ! -京大式・一瞬で適性の幅を見抜く馬柱読み』 出版社: 白夜書房 (2005/11) ISBN 4861910897
- 『工学的穴馬券入門―京都大学競馬研究会名誉会長が教える』 出版社: 競馬王新書 (2007/4) ISBN 4861912695
- 『棟広馬券術 7日で学べる京大式万券ワークショップ 』出版社:競馬王新書10 (2008/4/25) ISBN 4861913896
- 『京大式鉄板の買い方講座』出版社: 競馬王新書 (2009/10/23) ISBN 4861915732
- 『京大式 鉄板の買い方講座2 同じ予想でプラスになる人、ならない人』 出版社: 競馬王新書 (2010/11/19) ISBN 4861916755
- 『激走レンジ! 2』 出版社:  白夜書房 (2011/4/22) ISBN 486191728X
- 『激走レンジ! 京大式馬場読み馬券術の原点』 出版社: 競馬王新書 (2011/4/22) ISBN 4861917433
- 『収支を劇的に上げる京大式馬券格言』出版社: 競馬王新書 (2012/9/7) ISBN 4861919061
- 『予想以上に大事な"馬券の買い方"の教科書』出版社: ガイドワークス (2014/10/24) ISBN 4865351302
- 『棟広良隆×久保和功 京大式で大儲けする本』 出版社: 競馬王馬券攻略本シリーズ (2015/3/26) ISBN 4865352163

## その他
- 「学習塾UGI」創業者の石丸和則とは京都大学工学部時代の同級生。